# Saison WNBA 2010
Navigation
Saison 2009 Saison 2011
La saison WNBA 2010 est la 14e saison de la WNBA. La saison régulière se déroule du 15 mai au 22 août 2010. Les playoffs commencent le 26 août 2010 et se terminent le 20 septembre 2010, avec le dernier match des finales WNBA. Le Mercury de Phoenix est le tenant du titre.

## Faits notables
- La rencontre The Stars at the Sun se déroule le 10 juillet 2010 à la Mohegan Sun Arena à Uncasville à la place du traditionnel All-Star Game. L'équipe des États-Unis affronter une sélection de joueuses WNBA.
- Le 29 septembre 2009, Nolan Richardson est nommé entraîneur et general manager de la future franchise de Tulsa.
- Le 20 octobre 2009, le Shock de Détroit annonce que la franchise est relocalisée à Tulsa.
- Le 20 novembre 2009, les Monarchs de Sacramento annoncent leur disparition.
- Le 3 décembre 2009, le Liberty de New York annonce que Anne Donovan qui assurait l'intérim, est confirmée entraîneuse.
- Le 8 décembre 2009, Cheryl Reeve est nommée entraîneuse du Lynx du Minnesota.
- Une draft de dispersion est organisée le 14 décembre 2009 pour toutes les joueuses qui ne sont pas agents libres des Monarchs de Sacramento.
- Le 7 janvier 2010, les Sparks de Los Angeles nomment Jennifer Gillom entraîneur.
- Le 25 février 2010, Sandy Brondello est nommée entraîneur des Silver Stars de San Antonio à la place de Dan Hughes.
- Le premier choix de la draft 2010, qui s'est déroulée le 8 avril 2010 est Tina Charles, sélectionnée par le Sun du Connecticut.

## Classement de la saison régulière

### Par conférence
V = victoires, D = défaites, PCT = pourcentage de victoires, GB = retard (en nombre de matchs)
| Équipe                | V  | D  | PCT. | GB |
| --------------------- | -- | -- | ---- | -- |
| Mystics de Washington | 22 | 12 | 64,7 | -  |
| Liberty de New York   | 22 | 12 | 64,7 | -  |
| Fever de l'Indiana    | 21 | 13 | 61,8 | 1  |
| Dream d'Atlanta       | 19 | 15 | 55,9 | 3  |
| Sun du Connecticut    | 17 | 17 | 50,0 | 5  |
| Sky de Chicago        | 14 | 20 | 41,2 | 8  |

| Équipe                      | V  | D  | PCT. | GB |
| --------------------------- | -- | -- | ---- | -- |
| Storm de Seattle            | 28 | 6  | 82,4 | -  |
| Mercury de Phoenix          | 15 | 19 | 44,1 | 13 |
| Silver Stars de San Antonio | 14 | 20 | 41,2 | 14 |
| Sparks de Los Angeles       | 13 | 21 | 38,2 | 15 |
| Lynx du Minnesota           | 13 | 21 | 38,2 | 15 |
| Shock de Tulsa              | 6  | 28 | 17,6 | 22 |

| Qualifié pour les playoffs |

## Playoffs
|  | Premier tour (3 matches) | Premier tour (3 matches) | Premier tour (3 matches) |          |   | Finales de Conférence (3 matches) | Finales de Conférence (3 matches) | Finales de Conférence (3 matches) |  |  | Finales WNBA (5 matches) | Finales WNBA (5 matches) | Finales WNBA (5 matches) |
|  |                          |                          |                          |          |   |                                   |                                   |                                   |  |  |                          |                          |                          |
|  | E1                       | Washington               | 0                        |          |   |                                   |                                   |                                   |  |  |                          |                          |                          |
|  | E4                       | Atlanta                  | 2                        |          |   |                                   |                                   |                                   |  |  |                          |                          |                          |
|  | E4                       | Atlanta                  | 2                        |          |   | Atlanta                           | 2                                 |                                   |  |  |                          |                          |                          |
|  | Conférence Est           |                          |                          |          |   | Atlanta                           | 2                                 |                                   |  |  |                          |                          |                          |
|  |                          |                          |                          | New York | 0 |                                   |                                   |                                   |  |  |                          |                          |                          |
|  | E2                       | New York                 | 2                        | New York | 0 |                                   |                                   |                                   |  |  |                          |                          |                          |
|  | E2                       | New York                 | 2                        |          |   |                                   |                                   |                                   |  |  |                          |                          |                          |
|  | E3                       | Indiana                  | 1                        |          |   |                                   |                                   |                                   |  |  |                          |                          |                          |
|  |                          |                          |                          |          |   |                                   |                                   |                                   |  |  |                          | Atlanta                  | 0                        |
|  |                          |                          |                          | Seattle  | 3 |                                   |                                   |                                   |  |  |                          |                          |                          |
|  | W1                       | Seattle                  | 2                        |          |   |                                   |                                   |                                   |  |  |                          |                          |                          |
|  | W4                       | Los Angeles              | 0                        |          |   |                                   |                                   |                                   |  |  |                          |                          |                          |
|  | W4                       | Los Angeles              | 0                        |          |   | Seattle                           | 2                                 |                                   |  |  |                          |                          |                          |
|  | Conférence Ouest         |                          |                          |          |   | Seattle                           | 2                                 |                                   |  |  |                          |                          |                          |
|  |                          |                          |                          | Phoenix  | 0 |                                   |                                   |                                   |  |  |                          |                          |                          |
|  | W2                       | Phoenix                  | 2                        | Phoenix  | 0 |                                   |                                   |                                   |  |  |                          |                          |                          |
|  | W2                       | Phoenix                  | 2                        |          |   |                                   |                                   |                                   |  |  |                          |                          |                          |
|  | W3                       | San Antonio              | 0                        |          |   |                                   |                                   |                                   |  |  |                          |                          |                          |

## Leaders de la saison régulière

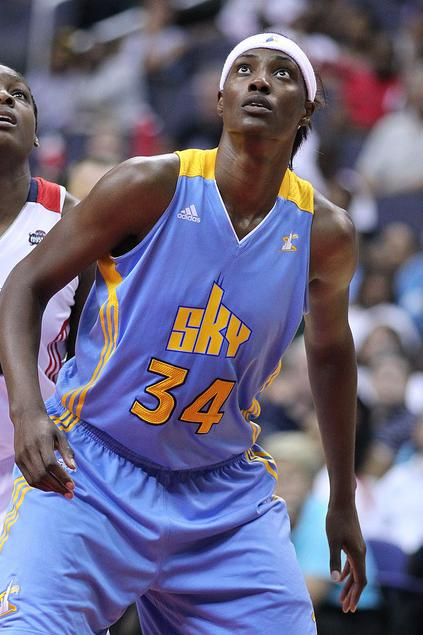
Sylvia Fowles, meilleure contreuse de la saison.

| Catégorie                  | Joueuse          | Équipe                      | Statistiques     |
| -------------------------- | ---------------- | --------------------------- | ---------------- |
| Points par match           | Diana Taurasi    | Mercury de Phoenix          | 22,6             |
| Rebonds par match          | Tina Charles     | Sun du Connecticut          | 11,7             |
| Passes décisives par match | Ticha Penicheiro | Sparks de Los Angeles       | 6,9              |
| Interceptions par match    | Tamika Catchings | Fever de l'Indiana          | 2,26             |
| Contres par match          | Sylvia Fowles    | Sky de Chicago              | 2,59             |
| % aux tirs                 | Candice Dupree   | Mercury de Phoenix          | 66,4 % (231–348) |
| % aux lancers francs       | Becky Hammon     | Silver Stars de San Antonio | 96,0 % (97–101)  |
| % à 3 points               | Leilani Mitchell | Liberty de New York         | 48,6 % (72–148)  |

## Récompenses individuelles
| - Meilleure joueuse de la saison : - Meilleure joueuse des Finales : - Rookie de l'année : - Meilleure défenseure de la saison : - Meilleure sixième femme : - Meilleure progression : - Entraîneur de l'année : - Trophée Kim Perrot de la sportivité : | Lauren Jackson . Tina Charles Tamika Catchings DeWanna Bonner Leilani Mitchell Brian Agler Tamika Catchings |

| - All-WNBA First Team : Cappie Pondexter Diana Taurasi Tamika Catchings Lauren Jackson Sylvia Fowles | - All-WNBA Second Team : Sue Bird Katie Douglas Angel McCoughtry Crystal Langhorne Tina Charles |

| - WNBA All-Defensive First Team : Cappie Pondexter Tanisha Wright Tamika Catchings Angel McCoughtry Sylvia Fowles | - WNBA All-Defensive Second Team : Tully Bevilaqua Katie Douglas Lindsey Harding Sancho Lyttle Rebekkah Brunson Lauren Jackson |

| - WNBA All-Rookie First Team : Epiphanny Prince Kalana Greene Monica Wright Kelsey Griffin Tina Charles |